# Cromatografia a fluido supercritico
La cromatografia a fluido supercritico o cromatografia supercritica, comunemente indicata con la sigla SFC, dall'inglese supercritical fluid chromatography, è un tipo di cromatografia nella quale la fase mobile è un fluido supercritico.
Un fluido si dice essere in uno stato supercritico (e si dice fluido supercritico) quando si trova in condizioni di temperatura superiore alla temperatura critica e pressione superiore alla pressione critica. In queste condizioni le proprietà del fluido sono in parte analoghe a quelle di un liquido (ad esempio la densità) ed in parte simili e quelle di un gas (ad esempio la viscosità).
Il potere eluente di un fluido supercritico è superiore a quello di un gas.
Grazie a queste caratteristiche i fluidi supercritici possono essere impiegati come fasi mobili per quegli analiti il cui punto di ebollizione, troppo alto, ne rende difficoltosa l'analisi in gascromatografia e le cui caratteristiche li rendono non rivelabili con i comuni rivelatori ottici per cromatografia liquida.
L'apparecchiatura per la SFC è simile a quella per HPLC e possono essere impiegati sia i rivelatori tipici della gascromatografia che dell'HPLC. Possono essere impiegate sia colonne capillari che impaccate.
Tra gli eluenti più impiegati allo stato supercritico si trova l'anidride carbonica in quanto non tossica, poco inquinante e poco costosa.